# Llaés
Llaés es una localidad española del municipio de Ripoll, perteneciente a la provincia de Gerona, en la comunidad autónoma de Cataluña. Está ubicada en la comarca del Ripollés.

## Geografía
Se encuentra a 15 km por carretera de Ripoll. El nombre del lugar puede encontrarse mencionado con las grafías Llayers, Llaés y Llaers.

## Historia
A mediados del siglo XIX, la aldea, ya por entonces perteneciente a Ripoll, tenía contabilizada una población de 118 habitantes. Aparece descrita en el décimo volumen del Diccionario geográfico-estadístico-histórico de España y sus posesiones de Ultramar de Pascual Madoz de la siguiente manera:

LLAYERS: ald. en la prov. de Gerona (10 leg.), part. jud. de Ribas (3 1/2), aud. terr., c. g. de Barcelona (14 1/2), dióc. de Vich (5 1/2), ayunt. de la parr. de Ripoll. sit. en llano con buena ventilacion y clima saludable y templado. Tiene 12 casas y 1 igl. parr. (San Bartolomé apóstol), de la que es aneja la de San Vicente de Puigmal, y 2 ermitas dedicadas á Ntra. Sra. de la Concepcion. El térm. confina N. Vallfogona; E. Vidrá; S. Basera, y O. San Vicente de Puigmal y la parr. de Ripoll. El terreno es de ínfima calidad; le fertilizan las aguas de dos pequeños riach. que dan tambien impulso á las ruedas de un molino harinero de 2 muelas: y le cruza 1 camino que conduce á Ripoll, de cuyo punto se recibe el correo. prod. trigo, maiz, legumbres, patatas, manzanas y peras; cria ganado lanar, vacuno y cabrío; caza de perdices, conejos, liebres y palomas torcaces, y pesca de truchas y barbos. ind.: el referido molino. pobl.: 23 vec., 118 alm. cap. prod.: 2.247,600. imp.: 56,190.
(Madoz, 1847, p. 491)

Dominada por el castillo de Llaés, en esta zona podemos encontrar las Baumes del Teixidor. También destaca el Panteón de Llaés (1874), un vestigio de la tercera guerra carlista. Es un monumento conmemorativo del fusilamiento de 75 carabineros liberales en manos de las fuerzas carlistas de Francisco Savalls en 1874.

## Demografía
En el censo de 2016 tenía 11 habitantes. En el censo de 1857 se encontraba incorporada al municipio de Ripoll.